# Lixus juncii
Lixus juncii (лат.) — вид жуков из семейства долгоносиков (Curculionidae).

## Описание
Длина взрослых особей до 15 мм. Тело продолговатое и окрашено в тёмно-коричневые тона. От других видов Lixus juncii отличают по наличию белой ограничивающей полосы под надкрыльями.
Зимуют в почве, с февраля по июнь активны на поверхности. Самки откладывают по 40—50 яиц. Через 4—15 дней появляются личинки, которые прогрызают ходы в стеблях и черешках.
Вредитель свёклы.